# ديكلان بورنس
ديكلان بورنس (بالإنجليزية: Declan Burns)‏ هو راكب الكنو أيرلندي، ولد في 26 يونيو 1956.

## وصلات خارجية
- ديكلان بورنس على موقع أوليمبيديا (الإنجليزية)